# Rachel Dratch

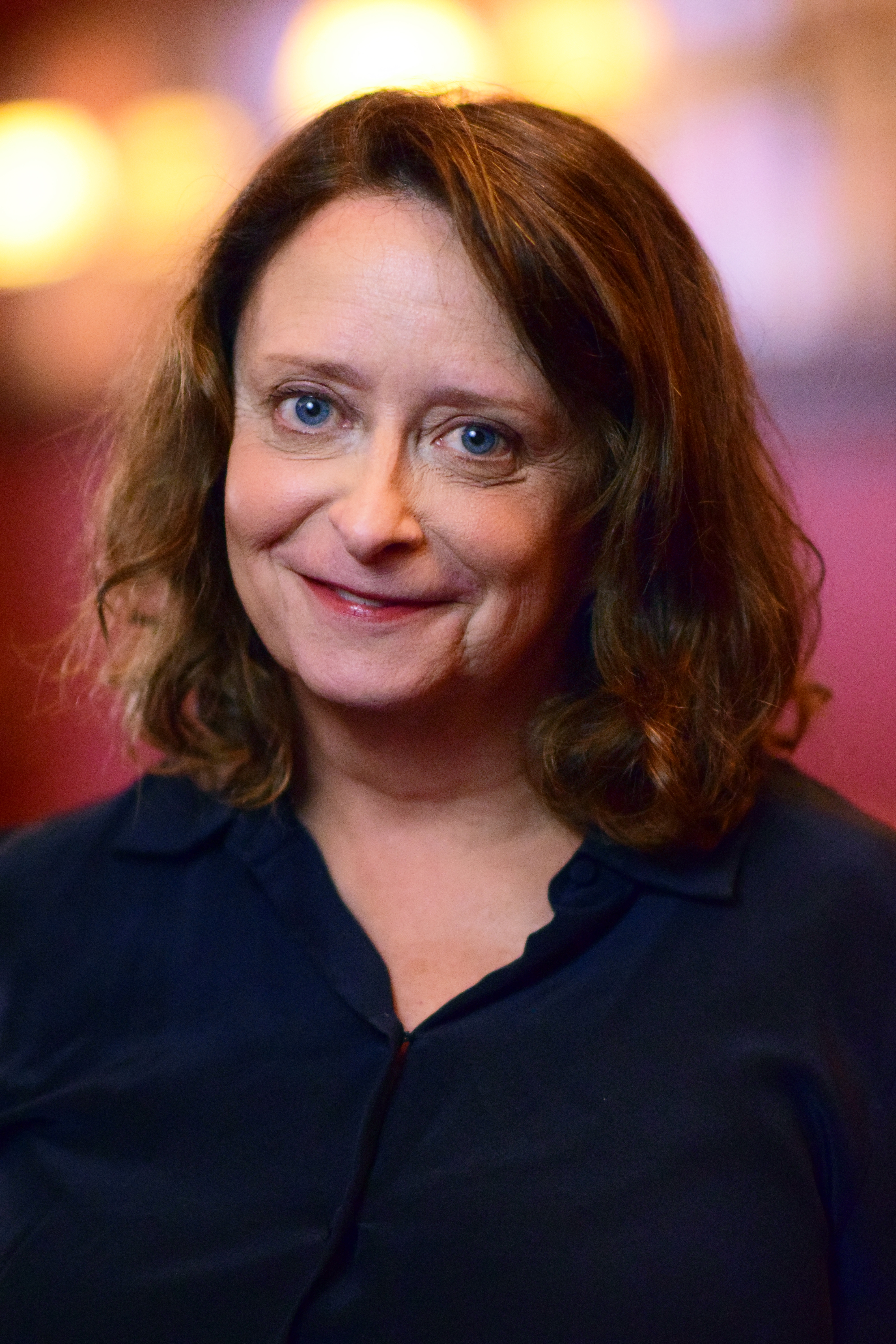
Rachel Dratch (2022)

Rachel Susan Dratch (* 22. Februar 1966 in Lexington, Massachusetts) ist eine US-amerikanische Schauspielerin.

## Leben
Rachel Susan Dratch wurde als Tochter von Elaine Dratch und des Radiologen Paul Dratch geboren. Ihr jüngerer Bruder David ist Drehbuchautor und Produzent und arbeitete zuletzt an der Fernsehserie Monk mit. Beide wuchsen in einer liberal jüdischen Familie auf. Rachel Dratch besuchte die William Diamond Middle School und Lexington High School in Massachusetts. 1986 begann sie ein Schauspielstudium am National Theater Institute und schloss 1988 ihr Studium in Drama und Psychologie am Dartmouth College ab. 2009 traf Dratch John Wahl, einen Ernährungsberater, in einer Bar. Sechs Monate später wurde sie von ihm schwanger und gebar am 24. August 2010 im Alter von 44 Jahren ihr erstes Kind, einen Sohn. Wahl zog daraufhin nach New York City, um näher bei Dratch und seinem Sohn leben zu können.
Von 1999 bis 2006 war Dratch reguläres Mitglied von Saturday Night Live. In der von Jimmy Fallon moderierten Weihnachtsshow trat sie 2011 als Gaststar auf.
Ursprünglich wurde Dratch für die Figur der Jenna in der Fernsehserie 30 Rock besetzt. Doch nachdem sie mit ihrer Rolle beim Testpublikum nicht ankam, wurde sie durch Jane Krakowski ersetzt und der Pilotfilm erneut gedreht. Dennoch wurde sie für mehrere Rollen in der ersten Staffel eingesetzt, darunter als Barbara Walters, Elizabeth Taylor, als blaues Monster und als Katzentrainerin.

## Filmografie (Auswahl)

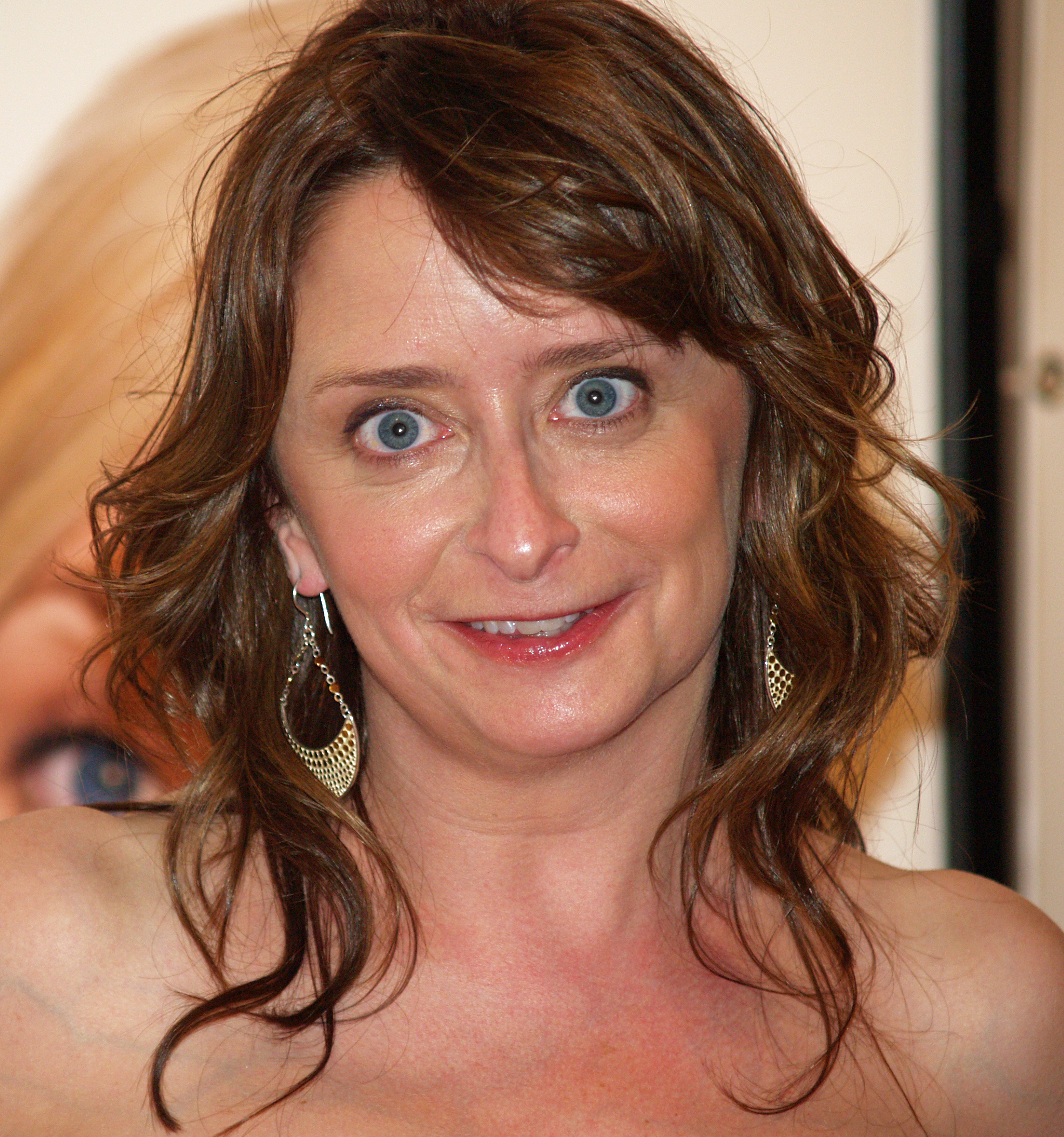
Rachel Dratch (2008)

### Film
- 2003: Almost Legal – Echte Jungs machen’s selbst (National Lampoon's Barely Legal / After School Special)
- 2003: Down with Love – Zum Teufel mit der Liebe! (Down with Love)
- 2003: Dickie Roberts: Kinderstar (Dickie Roberts: Former Child Star)
- 2005: Ein Winter in Michigan (Winter Passing)
- 2006: Klick (Click)
- 2007: Chuck und Larry – Wie Feuer und Flamme (I Now Pronounce You Chuck & Larry)
- 2009: Mein fast perfekter Valentinstag (I Hate Valentine’s Day)
- 2009: My Big Fat Greek Summer (My Life in Ruins)
- 2009: Love N’ Dancing
- 2011: Meine erfundene Frau (Just Go with It)
- 2012: Der Chaos-Dad (That's My Boy)
- 2015: Sisters
- 2016: Hurricane Bianca
- 2018: Die Woche (The Week of)
- 2018: Hurricane Bianca 2: From Russia With Hate
- 2019: Wine Country
- 2024: Desert Road (Stimme)

### Serien
- 1999–2011: Saturday Night Live (137 Folgen)
- 2002–2004: King of Queens (The King of Queens, sechs Folgen)
- 2004: Frasier (Folge 11x18)
- 2004: Monk (Folge 2x13)
- 2006–2012: 30 Rock (15 Folgen)
- 2013: The Middle (Folge 3x05)
- 2014–2016: Inside Amy Schumer (4 Folgen)
- 2014–2023: Bob’s Burgers (7 Folgen)
- 2015: Last Week Tonight (Televangelists, als Wanda Jo Oliver)
- 2015: Parks and Recreation (Folge 2x07)
- 2018: Last Week Tonight (Crisis pregnancy Centers, als Wanda Jo)
- 2019: Last Week Tonight (Psychics, als Wanda Jo)
- 2019: Shameless
- 2020–2023: Harley Quinn (Stimme, 12 Folgen)
- 2021: Last Week Tonight (Health Care Sharing Ministries, als Wanda Jo)
- 2024: Fantasmas (Fernsehserie, Folge 1x06)
- 2025: Last Week Tonight (Med Spas, als Wanda Jo)

## Hörbücher
- 2012 (Audible): Girl Walks into a Bar...: Comedy Calamities, Dating Disasters, and a Midlife Miracle (Autorenlesung)